# Nicole Neubauer
Nicole Neubauer (* 1972 in Ingolstadt) ist eine deutsche Krimi-Autorin, Rechtsanwältin und Lektorin.

## Leben
Neubauer studierte Englische Literaturwissenschaft und Jura in München und London. Als Verbraucherschutzanwältin im Bereich Bank- und Kapitalmarktrecht arbeitete sie eng mit Kriminalpolizei und Staatsanwaltschaft zusammen.
Für ihr Krimi-Manuskript Kellerkind erhielt sie einen Förderplatz im Mentoringprogramm der Mörderischen Schwestern e.V. und wurde von der Krimiautorin Gisa Klönne als Mentorin beraten. 2015 erschien der Roman im Blanvalet Verlag und erreichte Platz 19 der Spiegel-Bestsellerliste. Der Roman wurde u. a. in der Süddeutschen Zeitung und dem NDR-Hörfunk rezensiert und auf Französisch und Russisch übersetzt. 2016 und 2017 erschienen zwei weitere Krimis der Reihe, Moorfeuer und Scherbennacht.
Neben ihren Romanen veröffentlichte sie zahlreiche Kurzgeschichten im Genre Krimi und Mystery in Anthologien. Für die Short Story Blackout Angel wurde sie im Jahre 2018 für den Daniil-Pashkoff-Preis der Writers Ink e.V. nominiert. Für das Kinder- und Jugendmusical Doktor Faustus, das 2014 in Ingolstadt uraufgeführt wurde, verfasste sie das Libretto. Sie sitzt in der Jury für das Arbeitsstipendium der Mörderischen Schwestern e.V, das jährlich an eine Krimiautorin vergeben wird, und ist zudem Mitglied in der Autorinnenvereinigung e.V.
Nicole Neubauer ist Rechtsanwältin und zertifizierte Lektorin der Akademie der Deutschen Medien. Sie lebt mit ihrer Familie in München-Schwabing.

## Werke

### Romane

#### Reihe: Mord in München – Kommissar Waechter ermittelt
- Kellerkind. Blanvalet Verlag, 2015, ISBN 978-3-442-38337-5.
- Moorfeuer. Blanvalet Verlag, 2016, ISBN 978-3-7341-0212-7.
- Scherbennacht. Blanvalet Verlag, 2017, ISBN 978-3-7341-0451-0.
- Opferstunde. Blanvalet Verlag, 2020, ISBN 978-3-641-23161-3.

### Kurzgeschichten (Auswahl)
- Die gruseligsten Orte in München. Gmeiner-Verlag, 2019, ISBN 978-3-7341-0451-0.
- The Bloom of the Poem Silently Breaks the Bud (Selections from the Daniil Pashkoff Prize 2018). Writers Ink, 2018, ISBN 978-3-9813742-4-7.
- Sehnsuchtsfluchten. Twenty Six, 2017, ISBN 978-3-7407-3071-0.
- Böfflamord. Wellhöfer Verlag, 2016, ISBN 978-3-95428-192-3.